# Brazier (Automobilhersteller)
Brazier war ein US-amerikanischer Hersteller von Automobilen.

## Unternehmensgeschichte
H. Bartol Brazier war Franzose. Er stellte zwischen 1902 und 1903 in Philadelphia in Pennsylvania einige Automobile her. Der Markenname lautete Brazier.

## Fahrzeuge
Im Angebot stand ein auffallend großes und schweres Modell. Ein Zweizylindermotor mit 18 PS Leistung trieb die Fahrzeuge an. Die Räder waren 36 Zoll hoch. Der übliche Aufbau war ein sechssitziger Tourenwagen. Phaeton, Surrey und Wagonette waren auf Kundenwunsch ebenfalls möglich. Das Leergewicht betrug rund 1200 kg.